# 大湯温泉 (湯沢市)
大湯温泉（おおゆおんせん）は、秋田県湯沢市（旧国出羽国、明治以降は羽後国）にある温泉。他の「大湯温泉」と区別するため、「奥小安峡大湯温泉」、「湯沢大湯温泉」と呼ぶ場合がある。ガイド本によっては小安峡温泉の一部とされることもある。

## 泉質
- 硫黄泉
  - 源泉温度97℃

## 温泉施設
小安峡温泉から国道398号を宮城県側に進んだ先にある。日本秘湯を守る会に属する一軒宿の「阿部旅館」がある。
温泉地は高温地帯であり、あちこちから温泉の湯気が昇っている。男女別の内湯、複数の露天風呂がある。露天風呂の傍を流れる川の川底からも温泉が湧出しており、夏季限定で川をせき止め、混浴露天風呂「天然川風呂」が楽しめる。

## 歴史
一軒宿の開業は江戸時代で、約180年の歴史がある。

## アクセス
- 鉄道：奥羽本線湯沢駅より路線バスで小安峡温泉停留所（約75分）下車、徒歩で約20分。